# Stazione di Shintomichō
La Stazione di Shintomichō (新富町駅?, Shintomichō-eki) è una stazione della metropolitana di Tokyo, si trova a Chūō. La stazione è servita dalla linea Yūrakuchō della Tokyo Metro.

## Struttura
La stazione è dotata di una piattaforma a isola con due binari.
| 1 | Linea Yūrakuchō | per Tsukishima, Toyosu e Shin-Kiba          |
| 2 | Linea Yūrakuchō | per Ikebukuro, Wakōshi, Shinrinkōen e Hannō |

## Stazioni adiacenti
| «               | Servizio        | »               |
| Linea Yūrakuchō | Linea Yūrakuchō | Linea Yūrakuchō |
| --------------- | --------------- | --------------- |
| Ginza-itchōme   | -               | Tsukishima      |